# Joseph Fitzmyer
Joseph Augustine Fitzmyer, S.J. (4 de novembro de 1920 – 24 de dezembro de 2016) foi um sacerdote jesuíta e professor emerito da Universidade Católica da América em Washington, D.C. Ele era especialista em estudos bíblicos, particularmente o Novo Testamento, embora também tenha contribuído para o estudo dos pergaminhos do Mar morto e da literatura judaica.

## Vida
Fitzmyer nasceu em Filadélfia, Pensilvânia, em 1920. Em 30 de julho de 1938, ele foi admitido no noviciado da Província de Maryland da Companhia de Jesus, comumente conhecido como jesuítas, em Wernersville, Pensilvânia. 
Depois de completar esta etapa de sua formação no verão de 1940, ele foi enviado para estudar na Universidade Loyola de Chicago, obtendo Artium Baccalaureus, depois em 1945 um Magister Artium em grego. 
Ele então estudou teologia nas Facultés Saint-Albert (Eegenhoven-Lovaina), na Bélgica, e foi ordenado sacerdote católico em 15 de agosto de 1951. Obteve o diploma de mestrado em Teologia Sagrada pela Universidade Católica de Lovaina em 1952, um doutorado em semítica da Universidade Johns Hopkins em 1956 e um mestrado em Sagrada Escritura do Pontifício Instituto Bíblico em Roma em 1957.
De 1958 a 1969, Fitzmyer ensinou o Novo Testamento e as línguas bíblicas no Woodstock College. Entre 1969 e 1971, ele ensinou aramaico e hebraico na Universidade de Chicago, posteriormente Novo Testamento e línguas bíblicas na Universidade Fordham (1971-1974), na Weston School of Theology em Cambridge, Massachusetts (1974-1976) e, finalmente, no Departamento de Estudos Bíblicos na Universidade Católica da América (1976-1986) como Professor do Novo Testamento até sua aposentadoria em 1986. Suas publicações cobrem a Escritura, a teologia, a cristologia, a catequese e os Pergaminhos do Mar Morto. Ele foi um co-editor do The Jerome Biblical Commentary e também atuou como presidente da Catholic Biblical Association of America (1969-1970), da Society of Biblical Literature (1979) e do Studiorum Novi Testamenti Societas (1992- 1993). Fitzmyer foi palestrante da Universidade de Oxford em 1974-1975, em 1984 foi o ganhador da Medalha de Burkitt da Academia Britânica e serviu na Pontifícia Comissão Bíblica de 1984 a 1995.
Fitzmyer era membro da comunidade jesuíta da Universidade de Georgetown, Washington, DC. Ele morreu em 24 de dezembro de 2016.

## Trajetória acadêmica
Fitzmyer contribuiu para vários comentários bíblicos, incluindo o Comentário bíblico de Jerônimo, o Novo Comentário Bíblico de Jerônimo, e o Comentário da Bíblia da Anchor. Sua contribuição ao Comentário da Bíblia da Anchor incluiu o trabalho sobre O Evangelho segundo Lucas (em dois volumes), Atos dos Apóstolos, 1 Coríntios, Romanos e Filemon. No Novo Comentário Bíblico de Jerônimo, ele tem artigos sobre Introdução às Epístolas do Novo Testamento, Gálatas, Romanos, Filemom, História de Israel, Paulo e Teologia paulina. Na teologia paulina, após uma revisão histórica de 40 temas, ele conclui:
Como Cristo era "a imagem do Deus" (2 Cor 4,4), assim os seres humanos estão destinados a ser "a imagem do homem celestial" (1 Cor 15,49, cf. Rom 8,29). [Através] do crescimento em Cristo ... o cristão vive a sua vida "para Deus" (Gál 2,19). Assim, por toda a sua ênfase em Cristo, Paulo remete mais uma vez a existência cristã ao Pai - através de Cristo.
Fitzmyer publicou três comentários sobre Romanos: The Jerome Biblical Commentary (1968), The New Jerome Biblical Commentary (1989) e The Anchor Bible Commentary (1993). Este último trabalho é executado em mais de 800 páginas e, a partir desta, veio um trabalho muito prático e espiritualmente acessível, Exercícios Espirituais Baseados na Epístola de Paulo para os Romanos. Este é um esforço criativo para vincular comentários bíblicos e exegeses com a espiritualidade moderna. Nela, Fitzmyer apresentou sua interpretação de romanos de forma mais condensada. Usando críticas históricas e retóricas, apesar do contexto judaico de Paulo e do cenário greco-romano, Fitzmyer viu a coerência na mensagem de Paulo. Enquanto alguns estudiosos argumentam que a teologia de Paulo depende em grande parte do contexto, como a crise na comunidade coríntia, Fitzmyer defende uma aplicação vital dos romanos no nosso contexto moderno.
Em seu livro The Impact of the Dead Sea Scrolls, Fitzmyer resume 50 anos de pesquisa como pioneiro neste campo.

## Livros
- Fitzmyer, Joseph (1964). A Verdade Histórica dos Evangelhos: a instrução de 1964 da Comissão Bíblica. Glen Rock, NJ: Paulist Press. ISBN 978-0-8091-3253-9. Veja "Instrução da Comissão Bíblica" abaixo para publicação mais antiga em inglês.
- --- (1967). As Inscrições Aramaicas de Sefîre (2ª ed.). Roma: Pontifício Instituto Bíblico. ISBN 978-8-8765-3347-1.
- --- (1979). O fundo semítico do Novo Testamento Volume II: Um Arameano errante: Ensaios Aramaicos Recolhidos. Série de recursos bíblicos (3ª ed.). Grand Rapids, MI: Eerdmans. ISBN 978-0-8028-4846-8.
- --- (1981). O Evangelho de acordo com Lucas 1-9. Anchor Yale Bible. 28. Nova Iorque: Doubleday. ISBN 978-0-3850-0515-9.
- Reumann, John Henry Paul; --- (1982). Justiça no Novo Testamento: Justificação no Diálogo católico-luterano-romano dos Estados Unidos. Filadélfia, PA e Nova Iorque: Fortress Press & Paulist Press. ISBN 978-0-8091-2436-7.
- --- (1985). O Evangelho de acordo com Lucas 10-24. Anchor Yale Bible. 28A. Nova Iorque: Doubleday. ISBN 978-0-3851-5542-7.
- --- (1986). Escritura e cristologia: uma declaração da Comissão Bíblica com um comentário. Nova Iorque: Paulist Press. ISBN 978-0-8091-2789-4.
- --- (1989). Paul e sua teologia: um breve esboço (2ª ed.). Englewood Cliffs, NJ: Prentice Hall. ISBN 978-0-1365-4419-7.
- --- (1990). Brown, Raymond E .; et al., eds. O comentário bíblico de New Jerome. Englewood Cliffs, NJ: Prentice Hall. ISBN 978-0-2256-6803-2.
- ---; Glanzman, George S. (1990). Uma Bibliografia Introdutória para o Estudo da Escritura (3ª ed.). Roma: Pontificio Istituto Biblico. ISBN 978-8-8765-3592-5.
- --- (1990). Os Pergaminhos do Mar Morto: principais publicações e ferramentas de estudo (ed. Revisada). Atlanta, GA: Scholars Press. ISBN 978-0-8841-4053-5.
- --- (1991). Um Catecismo Cristológico: Respostas do Novo Testamento (Segundo ed.). Glen Rock, NJ: Paulist Press. ISBN 978-0-8091-3253-9.
- --- (1992). Respostas a 101 perguntas sobre os pergaminhos do mar morto. Glen Rock, NJ: Paulist Press. ISBN 978-0-8091-3348-2.
- ---; Kaufman, Stephen A. (1992). Uma bibliografia aramaica: Parte I: Aramaico antigo, oficial e bíblico (Publicações do Projeto Lexicônico Aramaico Abrangente). Baltimore, MD: Johns Hopkins University Press. ISBN 978-0-8018-4312-9.
- --- (1993). De acordo com Paulo: Estudos na Teologia do Apóstolo. Glen Rock, NJ: Paulist Press. ISBN 978-0-8091-3390-1.
- --- (1993). Romanos. Anchor Yale Bible. 33. Nova Iorque: Doubleday. ISBN 978-0-3001-4078-1.
- --- (1994). Escritura: A Alma da Teologia. Glen Rock, NJ: Paulist Press. ISBN 978-0-8091-3509-7.
- ---; Harrington, Daniel J. (1994). Um Manual de textos aramaicos palestinos: (segundo século aC.-segundo século A.D.) (2º ed.). Roma: Editrice Pontificio Istituto Biblico. ISBN 978-8876533341.
- --- (1995). O Documento da Comissão Bíblica "A Interpretação da Bíblia na Igreja: Texto e Comentário. Subsidia biblica. 18. Roma: Editrice Pontificio Istituto Biblico. ISBN 978-8-8765-3605-2.
- --- (1995). Exercícios espirituais baseados na epístola de Paulo para os romanos. Glen Rock, NJ: Paulist Press. ISBN 978-0-8091-3580-6.
- --- (1997). O contexto semítico do Novo Testamento Volume I: Ensaios sobre o fundo semítico do Novo Testamento. Série de recursos bíblicos (Reprint ed.). Grand Rapids, MI: Eerdmans. ISBN 978-0-8028-4845-1.
- --- (1997). O fundo semítico do Novo Testamento: edição combinada de "Ensaios sobre o fundo semítico do Novo Testamento" e "Um Arameu errante". Série de Recursos Bíblicos (Combined ed.). Grand Rapids, MI: Eerdmans. ISBN 978-0-8028-4344-9.
- --- (1998). Os Atos dos Apóstolos. Anchor Yale Bible. 31. Nova Iorque: Doubleday. ISBN 978-0-3854-6880-0.
- --- (1998). Avançar o Evangelho: Estudos do Novo Testamento. Série de recursos bíblicos (2ª ed.). Nova Iorque: Paulist Press. ISBN 978-0802844255.
- --- (2000). Os pergaminhos do mar morto e as origens cristãs. Estudos nos Rolls do Mar Morto e Literatura Relacionada. Grand Rapids, MI: Eerdmans. ISBN 978-0-8028-4650-1.
- --- (2001). A Carta a Filemom. Anchor Yale Bible. 34C. Nova Iorque: Doubleday. ISBN 978-0-3001-4055-2.
- --- (2002). Tobit. Berlim: Walter de Gruyter. ISBN 978-3-1101-7574-5.
- --- (2004). The Genesis Apocryphon of Qumran Cave 1 (1Q20): um comentário (3ª ed.). Roma: Editrice Pontificio Istituto Biblico. ISBN 978-8-8765-3318-1.
- --- (2007). Aquele que deve vir. Grand Rapids, MI: Eerdmans. ISBN 978-0-8028-4013-4.
- --- (2008). 1 Corinthians. Anchor Yale Bible. 33. Nova Iorque: Yale University Press. ISBN 978-0-3001-4044-6.
- --- (2008). Lucas o Teólogo: Aspectos de Seu Ensinamento. Eugene, OR: Wipf & Stock. ISBN 978-1-5924-4959-0.
- --- (2008). A interpretação da Escritura: em defesa do método histórico-crítico. Nova Iorque: Paulist Press. ISBN 978-0-8091-4504-1.
- --- (2008). Um guia para os pergaminhos do mar morto e literatura relacionada. Estudos nos Rolls do Mar Morto e Literatura Relacionada (Revisado e expandired ed.). Grand Rapids, MI: Eerdmans. ISBN 978-0-8028-6241-9.
- --- (2009). O Impacto dos Pergaminhos do Mar Morto. Nova Iorque: Paulist Press. ISBN 978-0-8091-4615-4.

### Artigos e capítulos
- --- (1964). "A instrução da Comissão Bíblica sobre a verdade histórica dos Evangelhos". Estudos teológicos. 25: 386-408.

### Festschrift
- M. P. Horgan and P. J. Kobelski, To Touch the Text: Biblical and Related Studies in Honor of Joseph A. Fitzmyer, S.J. Nova Iorque: Crossroad, 1989.